# شاه ولي (سر أسياب يوسفي)
شاه ولي (بالفارسية: شاه‌ولی) هي قرية تقع في إيران في قسم سر أسياب يوسفي الريفي. يقدر عدد سكانها بـ 84 نسمة .